# Планкет та Маклейн
«Планкет та Маклейн» (англ. Plunkett & Macleane) — британська історична драма 1999 року.

## Сюжет
Барвистий, чудово поставлений історико-костюмний бойовик, події якого розгортаються в Англії XVIII сторіччя. Уїлл Планкетт — звичайний нероба-простолюдин, що проміняв професію аптекаря на романтику великої дороги. Джеймс Маклейн — колишній аристократ, що загруз у боргах і тому вимушений круто змінити своє життя. Разом Планкетт і Маклейн — невловимі й ніким не перевершені розбійники, що здійснюють найнеймовірніші авантюри і пограбування. Єдина коштовність, яка може виявитися не по зубах безтурботним «лицарям ножа й пістолета», — красуня Ребека, дочка головного королівського прокурора…